# Cuthona genovae
Cuthona genovae är en snäckart som först beskrevs av Charles Henry O'Donoghue 1926.  Cuthona genovae ingår i släktet Cuthona och familjen Tergipedidae. Inga underarter finns listade i Catalogue of Life.